# Tinsukia
Tinsukia – miasto w Indiach, w stanie Asam. W 2011 roku liczyło 116 322 mieszkańców.